# Volo USAir 427
Il volo USAir 427 era un volo di linea della US Airways decollato dall'aeroporto di Chicago-O'Hare con destinazione Pittsburgh. L'8 settembre 1994, il Boeing 737 che operava il volo precipitò vicino Aliquippa, Pennsylvania a 6 miglia nord-ovest dall'aeroporto di Pittsburgh. Tutti i 132 occupanti del velivolo morirono all'impatto.

## L'aereo
Il velivolo coinvolto nell'incidente era un Boeing 737-300, numero di registrazione N613AU e S/N 23699, motorizzato con due CFM56-3-B1. Il velivolo venne consegnato alla US Airways nell'ottobre del 1987 e al momento dell'incidente aveva accumulato 23,846 ore di volo e 14,489 cicli. Il velivolo era inoltre dotato di un serbatoio supplementare di carburante che limitava la capacità della stiva di carico.
Al momento dell'incidente il velivolo era valutato 30.000.000$

## L'incidente
Il volo USAir 427 decollò regolarmente alle 18:10 dell'8 settembre 1994 dalla pista 32L dell'aeroporto di Chicago-O'Hare per un volo di circa 55 minuti con destinazione Pittsburgh.
Alle 18:58 l'equipaggio iniziò la checklist preliminare per l'atterraggio a Pittsburgh.
Alle 19:02:57 mentre l'aereo stava virando a sinistra per prua 100° con un'inclinazione di circa 8°, improvvisamente il velivolo accentuò la virata arrivando fino a 20° di inclinazione a sinistra. Dopo circa 3 secondi l'equipaggio riuscì a stabilizzare il velivolo. Meno di un secondo dopo che l'equipaggio aveva stabilizzato l'aereo a prua 100°, senza che l'equipaggio toccasse i comandi, il Boeing si inclinò nuovamente a sinistra. Alle 19:03 il velivolo era a prua 089° e si trovava a 43° di inclinazione a sinistra continuando a inclinarsi sempre a sinistra con un ritmo di 5° al secondo. L'assetto del velivolo inoltre era a picchiare con una velocità di 186 KIAS. Alle 19:03:07 si attivò lo stick shaker.
Alle 19:02:22.8 il Cockpit Voice Recorder (CVR) smise di registrare contemporaneamente all'impatto del velivolo contro una collina.

## Le indagini
L'Ente Nazionale per la Sicurezza americano (NTSB) aprì immediatamente un'inchiesta per accertare le cause dell'incidente. Le indagini si concentrarono su un episodio accorso lo stesso giorno dell'incidente mentre il Boeing 737 era impegnato nella tratta da Windsor Locks, Connecticut a Jacksonville con scalo a Syracuse, Rochester e Charlotte con un equipaggio diverso però da quello dell'incidente. I piloti non riportarono nessun problema ma i passeggeri dopo l'atterraggio a Jacksonville riportarono che il velivolo fece delle "manovre brusche". Gli investigatori analizzarono allora la scatola nera per analizzare l'inviluppo di volo. Durante l'avvicinamento l'aereo passò da 9° di inclinazione a sinistra a 12° di inclinazione a destra in circa 20 secondi. I piloti attribuirono la variazione d'assetto alla selezione di una diversa modalità sull'autopilota. L'NTSB ricevette inoltre diverse segnalazioni in merito a "strani" rumori uditi dai passeggeri nella parte posteriore del velivolo. Gli investigatori allora analizzarono i componenti del sistema dei controlli di volo (componenti di alettoni, timone di profondità, timone di direzione, slat, flap, spoiler e campioni di fluido idraulico). Le analisi riportarono che i meccanismi di controllo del timone di direzione avevano subito sollecitazioni da sovraccarico.

### Timone di Direzione

Particolare delle forze che agiscono sull'inviluppo di volo dove si evidenzia il rudder (timone di direzione)

Il Boeing 737 è dotato di un timone di direzione attuato idraulicamente in grado di funzionare con entrambi i sistemi idraulici del velivolo consentendo al pilota la massima operatività del sistema anche in caso di gravi avarie. I piloti possono controllare la direzione del timone di direzione tramite la pedaliera. Le prestazioni aerodinamiche del timone inoltre consentono di poter controllare il velivolo anche in caso di pianta di motore in sicurezza. Per ragioni di sicurezza (per carichi aerodinamici) l'escursione del timone è limitata a 26° (destra e sinistra); il massimo angolo teorico raggiungibile dal timone è di 66°. Se il timone dovesse superare questi limiti ci sarebbero delle conseguenze sui cavi che collegano la pedaliera al timone e allo stesso attuatore idraulico.

#### PCU del Timone di Direzione
Il Rudder PCU (Power Control Unit del timone di direzione) converte i segnali meccanici provenienti dalla pedaliera in cabina in movimento da trasferire direttamente al timone. Il PCU funziona quindi su diretto input da parte dei piloti. I segnali provenienti dalla cabina sono trasmessi al PCU mediante collegamenti meccanici (sistema servo-assistito) che restituiscono inoltre feedback ai controlli di volo.
Il PCU del Boeing 737 è stato progettato dalla stessa Boeing e prodotto dalla Parker Hannifin Corporation.

### Cause
Per accertare le cause dell'incidente vennero effettuate numerose simulazioni al simulatore cercando di includere tutte le situazioni possibili. L'unica situazione simulata che fosse compatibile con l'inviluppo di volo registrato dalla scatola nera era quella di un malfunzionamento al timone di direzione che lo portava a bloccarsi alla massima escursione. Il simulatore però non restituiva un feedback ottimale e venne organizzato per il 22 giugno 1995 un test di volo usando un Boeing 737 che aveva manifestato gli stessi sintomi del volo USAir 427. Anche questo test però non diede le risposte che gli ispettori si aspettavano. I test sui componenti del timone si protrassero per più di 1 anno; vennero analizzate tutte le possibilità: cedimento del metallo, tolleranze, guasto al sistema idraulico, contaminazione del sistema idraulico, presenza di aria nell'impianto idraulico, etc.
Nell'agosto del 1996 gli ingegneri della Boeing indicarono come possibile cause del guasto un surriscaldamento del liquido del sistema idraulico. Durante l'agosto del 1996 vennero effettuati 12 test: 4 test su PCU nuovi e 8 sul PCU del volo USAir 427. I test vennero eseguiti cercando di riprodurre le condizioni climatiche del volo 427 e sollecitando il PCU con vari input: temperatura del PCU da -12 °C a -6 °C e temperatura del fluido idraulico a 21 °C. Il test diede però esito positivo e non vennero identificate anomalie nel funzionamento del pezzo. Venne ripetuto nuovamente un test cercando una situazione più estrema: temperatura del PCU a -40 °C e liquido idraulico a 76 °C. Questo test non evidenziò nessuna anomalia sui nuovi PCU mentre sul PCU del volo 427 si registrarono risultati anomali. Il PCU dell'aereo incidentato ha risposto correttamente ai primi tre movimenti successivamente si è bloccato a sinistra al quarto comando per 5 secondi prima di tornare in posizione neutra. Nei successivi movimenti la risposta del PCU avveniva in modo ritardato. Venne effettuato un secondo test ripetendo le condizioni del precedente e vennero registrate anomalie nel funzionamento del PCU, soprattutto nel ritorno nella posizione neutrale. Nell'ottobre dello stesso anno i test vennero ripetuti controllando anche i valori di pressione, densità, ecc. relativi al liquido idraulico in ingresso e uscita dal PCU. I nuovi test rilevarono che mentre il PCU rimaneva bloccato la pressione dell'olio idraulico aumentava considerevolmente.
Il PCU del volo USAir 427 venne smontato ed esaminato tra l'agosto e l'ottobre del 1996 dalla Parker Hannifin che non rilevò nessuna anomalia. Vennero effettuati altri test sia da parte della Boeing che dell'NTSB e dopo aver confrontato dati di decine di test e simulazioni l'inchiesta concluse che l'incidente del volo USAir 427 per la perdita di controllo del velivolo da parte dei piloti provocata dal guasto al timone di direzione che si è bloccato in una posizione oltre i limiti tecnici. Il blocco del PCU è stato provocato da una serie di condizioni climatiche sfavorevoli che hanno raffreddato il PCU quando, in seguito ad un intervento del pilota sul timone, il PCU è stato attraversato dall'olio idraulico molto caldo. Sarebbe stata quindi la netta differenza di temperatura tra il PCU e l'olio idraulico a provocare il bloccaggio del meccanismo.
L'inchiesta è considerata una delle più lunghe di sempre con oltre 4 anni di investigazione.

## Conseguenze
Dopo l'inchiesta dell'NTSB e l'accertamento delle cause dell'incidente molte inchieste irrisolte che riguardavano incidenti di Boeing 737 dagli anni ottanta vennero nuovamente analizzate. Furono circa 100 i casi sottoposti a rianalisi.

## Cultura di massa
L'incidente del volo 427 della USAir è stato analizzato nell'episodio Pericolo nascosto della quarta stagione del documentario Indagini ad alta quota trasmesso dal National Geographic Channel.